# Liste des autoroutes de la Pologne

Les autoroutes et voies rapides polonaises
Existantes
Ouvert, certains travaux se poursuivent
En construction
Phase de conception
Permis d’environnement délivré
En projet

La Pologne a relativement peu d’autoroutes au vu de la surface du pays - 1789 km d'autoroutes existants en Pologne pour 2105,2 km prévus.
Les portions existantes sont globalement très modernes et en excellent état. La vitesse y est limitée à 140 km/h.
Ce réseau d'autoroutes participe aux réseaux autoroutiers européens.
Le tronçon d'autoroute existant le plus important est celui de l’A4 (axe européen E40) dans le sud du pays, qui relie la frontière allemande et les villes de Wrocław, Opole, Katowice et Cracovie avec l’est du pays.
| Autoroutes           |                      |                                                             |                 |                                  |                                 |                                   |               |          |                         |
| Symbole              | Carte                | Parcours                                                    | Longueur totale | Mis en service                   | Mis en service                  | En construction                   | Contrat signé | Planifié | Informations            |
| E75                  |                      | Rusocin (S6) – Gorzyczki (frontière PL-CZ)                  | 568 km          | 500,3 km                         | 88,1%                           | 67,7 km                           |               |          | Autoroute polonaise A1  |
| E30                  |                      | Świecko (frontière PL-D) – Kukuryki (frontière PL-BY)       | 622,2 km        | 489,2 km                         | 78,6%                           | 101 km                            |               | 32 km    | Autoroute polonaise A2  |
| E40                  |                      | Jędrzychowice (frontière PL-D) – Korczowa (frontière PL-UA) | 672,8 km        | 672,8 km                         | 100%                            |                                   |               |          | Autoroute polonaise A4  |
| E28                  |                      | Kołbaskowo (frontière PL-D) – Rzęśnica (S3)                 | 29 km           | 29 km                            | 100%                            |                                   |               |          | Autoroute polonaise A6  |
| E67                  |                      | Bielany Wrocławskie (S8) – Wrocław (S8)                     | 22,4 km         | 22,4 km                          | 100%                            |                                   |               |          | Autoroute polonaise A8  |
| E36                  |                      | Olszyna (frontière PL-D) – Krzyżowa (A4)                    | 76,8 km         | 5,3 km + 70 km (chaussée nord)   | 6,9%                            | 1,5 km + 70 km (chaussée sud)     |               |          | Autoroute polonaise A18 |
|                      |                      | Centralny Port Komunikacyjny – Mińsk Mazowiecki             | 114 km          | 0 km                             | 0%                              |                                   |               |          | Autoroute polonaise A50 |
| Total des autoroutes | Total des autoroutes | Total des autoroutes                                        | 2105,2 km       | 1719 km + 70 km (une seule voie) | 81,64 % + 3,3% (une seule voie) | 170,2 km + 70 km (une seule voie) |               | 32 km    |                         |

État au 19 novembre 2021.